# The Challenge: Rivales II
The Challenge: Rivales II es la vigésima cuarta temporada del reality de competencia de MTV, The Challenge. El rodaje se llevó a cabo en Phuket, Tailandia, con exparticipantes de The Real World y The Challenge compitiendo. Esta temporada siguió el mismo formato de la primera temporada de la trilogía Rivales, con jugadores compitiendo con sus archienemigos de temporadas pasadas.
Una especial de lanzamiento, "ChallengeMania: The Road to Rivals II" (El camino a los Rivales II), se emitió el 26 de junio de 2013. La temporada se estrenó con un episodio especial de 90 minutos el 10 de julio de 2013, y concluyó el 25 de septiembre. 2013, con el especial Reunión en vivo.
Esta es la segunda de la serie Rivales, con la versión original de Rivales en 2011 y Rivals III en 2016.

## Elenco
Anfitrión: T. J. Lavin, BMX rider
| Participantes Masculinos    | Programa Original                  | Resultado     |
| --------------------------- | ---------------------------------- | ------------- |
| Chris "CT" Tamburello       | The Real World: Paris              | Ganadores     |
| Wes Bergmann                | The Real World: Austin             | Ganadores     |
| Frank Sweeney               | The Real World: San Diego (2011)   | Segundo Lugar |
| Johnny "Bananas" Devenanzio | The Real World: Key West           | Segundo Lugar |
| Jordan Wiseley              | The Real World: Portland           | Tercer lugar  |
| Marlon Williams             | The Real World: Portland           | Tercer lugar  |
| Preston Charles             | The Real World: New Orleans (2010) | Episodio 9    |
| Ryan Knight                 | The Real World: New Orleans (2010) | Episodio 9    |
| Leroy Garrett               | The Real World: Las Vegas (2011)   | Episodio 7    |
| Ty Ruff                     | The Real World: D.C.               | Episodio 7    |
| Trey Weatherholtz           | The Real World: St. Thomas         | Episodio 5    |
| Zach Nichols                | The Real World: San Diego (2011)   | Episodio 5    |
| Derek Chávez                | The Real World: Cancun             | Episodio 3    |
| Robb Schreiber              | The Real World: St. Thomas         | Episodio 3    |
| Dunbar Merrill              | The Real World: Sydney             | Episodio 1    |
| Tyrie Ballard               | The Real World: Denver             | Episodio 1    |

| Participantes Femeninas | Programa Original                             | Resultado      |
| ----------------------- | --------------------------------------------- | -------------- |
| Emily Schromm           | The Real World: D.C.                          | Ganadoras      |
| Paula Meronek           | The Real World: Key West                      | Ganadoras      |
| Cara Maria Sorbello     | The Challenge: Carne Fresca II                | Segundo Lugar  |
| Heather Cooke           | The Real World: Las Vegas (2011)              | Segundo Lugar  |
| Camila Nakagawa         | Vacaciones de Primavera Challenge             | Tercer lugar   |
| Jemmye Carroll          | The Real World: New Orleans (2010)            | Tercer lugar   |
| Aneesa Ferreira         | The Real World: Chicago                       | Episodio 10/11 |
| Diem Brown              | Real World/Road Rules Challenge: Carne Fresca | Episodio 10/11 |
| Jonna Mannion           | The Real World: Cancun                        | Episodio 8     |
| Nany González           | The Real World: Las Vegas (2011)              | Episodio 8     |
| Jasmine Reynaud         | The Real World: Cancun                        | Episodio 6     |
| Theresa González        | The Challenge: Carne Fresca II                | Episodio 6     |
| Sarah Rice              | The Real World: Brooklyn                      | Episodio 3     |
| Trishelle Cannatella    | The Real World: Las Vegas (2002)              | Episodio 3     |
| Anastasia Miller        | The Real World: Portland                      | Episodio 2     |
| Jessica McCain          | The Real World: Portland                      | Episodio 2     |
| Naomi Defensor          | The Real World: Las Vegas (2011)              | Episodio 1     |

### Equipos
| Compañero 1              | Compañero 2          | Género    | Equipos             | Resultado      |
| ------------------------ | -------------------- | --------- | ------------------- | -------------- |
| Emily Schromm            | Paula Meronek        | Femenino  | Emily & Paula       | Ganadores      |
| Chris "CT" Tamburello    | Wes Bergmann         | Masculino | CT & Wes            | Ganadores      |
| Cara Maria Sorbello      | Heather Cooke        | Femenino  | Cara Maria & Cooke  | Segundo Lugar  |
| Frank Sweeney            | Johnny Devenanzio    | Masculino | Frank & Johnny      | Segundo Lugar  |
| Camila Nakagawa          | Jemmye Carroll       | Femenino  | Camila & Jemmye     | Tercer lugar   |
| Jordan Wiseley           | Marlon Williams      | Masculino | Jordan & Marlon     | Tercer lugar   |
| Aneesa Ferreira          | Diem Brown           | Femenino  | Aneesa & Diem       | Episodio 10/11 |
| Preston Roberson-Charles | Ryan Knight          | Masculino | Knight & Preston    | Episodio 9     |
| Jonna Mannion            | Nany González        | Femenino  | Jonna & Nany        | Episodio 8     |
| Leroy Garrett            | Ty Ruff              | Masculino | Leroy & Ty          | Episodio 7     |
| Jasmine Reynaud          | Theresa González     | Femenino  | Jasmine & Theresa   | Episodio 6     |
| Trey Weatherholtz        | Zach Nichols         | Masculino | Trey & Zach         | Episodio 5     |
| Derek Chavez             | Robb Schreiber       | Masculino | Derek & Robb        | Episodio 3     |
| Sarah Rice               | Trishelle Cannatella | Femenino  | Sarah & Trishelle   | Episodio 3     |
| Anastasia Miller         | Jessica McCain       | Femenino  | Anastasia & Jessica | Episodio 2     |
| Dunbar Merrill           | Tyrie Ballard        | Masculino | Dunbar & Tyrie      | Episodio 1     |
| Heather Cooke            | Naomi Defensor       | Femenino  | Cooke & Naomi       | Episodio 1     |

## Formato
Rivales II sigue el mismo formato que la temporada original (clic aquí para más información), con las siguientes diferencias:
- Después de cada desafío, el equipo ganador cuyo género no está designado para la jungla recibe $1,000.
- A diferencia de Rivales, el proceso de nominaciones solo lo determinan los equipos del otro género, por lo que solo los equipos masculinos votan por las nominaciones femeninas, y viceversa.
- Al final de la temporada, seis equipos competirán en el desafío final, tres de cada género, por una parte de un premio de $ 350,000. Los equipos masculinos y femeninos del primer lugar ganan $ 125,000, el segundo lugar gana $ 35,000 y el tercer lugar gana $ 15,000.

Fuentes de esta sección:

## Rivalidades de pretemporada
Al igual que con el desafío original de Rivales, Rivales II combina personas que han tenido relaciones o interacciones amargas o al menos tensas antes de la temporada. A continuación se enumeran todos los equipos de Rivales II y se explica por qué han sido emparejados y apodados como "rivales". Cada uno de los antecedentes de animosidad y/o expresiones abiertas de hostilidad de los equipos se detalla a continuación:

### Equipos masculinos
- CT & Wes : La mala sangre entre los dos proviene de una rivalidad de larga data que comenzó en El Duelo, donde Wes y Evan Starkman planearon eliminar a CT en el Duelo. Este plan fracasó cuando CT derrotó a Evan en "Ascender".[4] La tensión siguió aumentando después de que CT fuera eliminado en el Duelo "Push Me" contra Brad Fiorenza. Después de que CT explotó diciendo que la decisión era injusta, Wes intervino en el Duelo y se produjo una acalorada discusión. Durante la discusión, CT le dijo a Wes que "le dijera a su novia [Johanna Botta] que tienes que poner el anillo en reserva" a lo que Wes respondió: "¿Por qué no salgo con alguien para llegar al final de esta mierda?". refiriéndose a la nueva relación de CT con Diem Brown.[5] La próxima vez que se encontraron en un desafío fue durante Rivales. Después de que Wes engreído trató de iniciar un drama, CT atacó verbalmente a Wes mientras que Wes no respondió.[6] Si bien los dos no se mostraron peleando en Batalla de los Exes, CT informó a Johnny que Wes estaba tratando de intimidar a su compañera, Camila, lo que provocó que Johnny enviara a Wes y Mandi al primer Domo contra Nate y Priscilla.[7]
- Derek & Robb : Después de una noche de alcohol en Batalla de las Temporadas, Robb y su entonces novia Marie Roda estaban molestos por haber sido enviados a la Arena contra el Equipo Las Vegas. Después de que Marie comenzó a insultar a un transeúnte inocente, JD Ordóñez, Derek dio un paso al frente para defenderlo. Después de que Derek comenzó a luchar contra Marie, Robb dio un paso al frente para defenderla y los dos hombres se metieron en una gran discusión. La discusión se volvió física cuando Derek comenzó a empujar a Robb, lo que resultó en que Derek fuera empujado por Marie, lo que llevó a su compañero de reparto Sam McGinn a caer hacia atrás y estrellarse la cabeza en una maceta de cerámica.[8]
- Dunbar & Tyrie : Los dos tenían una carne aparentemente unilateral en La Isla, donde Tyrie hizo varios comentarios sobre Dunbar que no era digno de tener una llave después de que Abram Boise se la diera. A pesar de que muchos miembros del elenco se sintieron así, Tyrie fue el único que salió y dijo esto abiertamente. Tyrie también se molestó por el comportamiento de Dunbar sobre la distribución de alimentos en La Isla, donde Dunbar se servía porciones más grandes que las niñas debido al hecho de que es un hombre más grande. A pesar de que Tyrie estaba igual de hambriento, dijo que el comportamiento de Dunbar era molesto y que le hubiera gustado "darle una paliza a Dunbar" en la calle.[9] Al descubrir a su compañero, Dunbar declaró que nunca supo que a Tyrie no le agradaba.[10] Además, Dunbar no se emocionó cuando se enteró de que Tyrie era su compañera, por la razón de que a Tyrie no le va bien en estos desafíos.[3]
- Frank & Johnny : Si bien los dos nunca habían estado juntos en un desafío o ni siquiera se habían conocido, intercambiaron varios tuits acalorados después de que Johnny despotricara sobre no ser elegido para Batalla de las Temporadas y por hacer una excepción a una adquisición de "JV Squad" , a lo que Frank respondió que los Desafíos "no proporcionan un 401K".[2][3][11]
- Jordan & Marlon : Inicialmente, los dos comenzaron su tiempo en The Real World: Portland como amigos, pero las travesuras borrachas de Jordan hicieron que Marlon se sintiera frustrado con él. A pesar de que Marlon no es el mayor fan de Jordan, los dos nunca pelearon solos. Sin embargo, los dos discutieron una mañana después de que Jordan hiciera un gesto racista hacia su compañera de reparto afroamericana Nia Moore.[12] Después de este incidente, rara vez se mostró a los dos interactuando.
- Knight & Preston : Durante su temporada original en The Real World: Nueva Orleans (2010), Knight hizo algunos comentarios homofóbicos sobre Preston, que lo ofendieron mucho.[13] Los dos eran entonces compañeros de equipo en Batalla de las Temporadas, donde ambos expresaron su disgusto el uno por el otro. Poco después de mudarse a la casa, Knight y su exnovia Jemmye Carroll comenzaron a hablar sobre sacar a Preston y McKenzie Coburn de su equipo, sintiendo que la pareja los estaba frenando.[14] La primera vez que el Equipo Nueva Orleans fue sometido a la Arena, Knight y Jemmye cumplieron su deseo, y Preston y McKenzie fueron eliminados por Sarah Rice y Chet Cannon en la eliminación de "Balls Out".[15]
- Leroy & Ty : Los dos terminaron luchando contra el otro durante Rivales que llevaron a que el compañero de equipo de Leroy, Adam Royer, fuera descalificado por golpear a Ty en la cara. Leroy finalmente consiguió un nuevo socio, su amigo Michael Ross.[16] Además, Ty y su compañera Emily Schromm se enfrentaron y derrotaron a Leroy y su compañera Naomi en el Dome en Batalla de los Exes [17]
- Trey & Zach : Durante Batalla de las Temporadas, Trey se sintió excluido por el equipo de Zach (San Diego) y su alianza. La alianza solo habló con Marie y Robb cuando necesitaban hablar con el Equipo St. Thomas. A Trey no le gustó el hecho de que Marie fuera la "toma de decisiones" de su equipo, y que él y Laura Waller fueran vistos como los marginados. La única vez que todo el equipo St. Thomas habló con el equipo San Diego, Zach se sintió frustrado con Trey mientras discutía por qué no deberían ponerlos en la eliminación. Después de que Trey dijo que estaba jugando a su manera, Zach se levantó y se alejó porque sintió que Trey estaba lleno de eso.[18]

### Equipos femeninos
- Anastasia & Jessica : La tensión entre las dos comenzó en su temporada de The Real World: Portland. Comenzaron siendo amistosos entre sí, y ambos consiguieron trabajos en el mismo puesto de yogur helado para pasar tiempo juntos, pero luego finalmente comenzaron a molestarse entre sí después de que Jessica se sintiera excluida por Anastasia y su compañero de reparto Averey Tressler, así como por Anastasia se enfadaba con lo que sentía que era la necesidad de Jessica de llamar la atención constantemente.[19] Anastasia admitió en un confesionario que estaba extremadamente molesta con el comportamiento controlador de Jessica. y quería alejarse de ella, y luego se sentó con Jessica para expresarle su disgusto. Sin embargo, durante un altercado físico entre los compañeros de cuarto Averey Tressler, Johnny Reilly y Nia Moore, Anastasia y Jessica aplastaron sus diferencias.[20]
- Aneesa & Diem : Su rivalidad proviene de su tiempo en El Duelo. Durante el penúltimo desafío "Around the Block", Aneesa le mencionó a Diem que no la llamaría al Duelo (bajo la falsa suposición de que Diem ganaría la seguridad de ese día). Después de que Jodi Weatherton ganara el desafío, Aneesa tuvo que decidir entre Diem y su mejor amiga Svetlana Shusterman. Aneesa eligió a Diem y la pareja se enfrentaría en la eliminación "Yo Puedo", eliminación que Diem no quería porque no sentía que fuera justo para ambos competidores. Después de que Diem se descuidara con sus apuestas, Aneesa hizo su intento de levantar 150 bolsas de café, y después de que no pudo moverlo, Diem fue eliminada entre lágrimas. Tras la derrota, Aneesa se acercó a Diem para darle un abrazo de despedida, y Diem le dijo que no estaba de humor para eso porque fue ella quien la llamó a la eliminación.[21]
- Camila & Jemmye : Después de los altercados entre Ryan Knight y Nany González en Batalla de las Temporadas, Camila tuvo una acalorada discusión con Knight en un viaje en autobús a casa desde un club nocturno, después de defender a Nany. A pesar de que ya no era la novia de Knight, Jemmye rápidamente acudió en su ayuda y criticó a Camila en el autobús hasta el punto en que los dos casi se volvieron físicos el uno con el otro. Los dos fueron llevados a la casa por separado por otros miembros del elenco, mientras todavía estaban furiosos por el incidente en el autobús.[22]
- Cooke & Naomi : Tras el desalojo de Adam Royer del Hard Rock Hotel and Casino en The Real World: Las Vegas (2011) , Cooke ocupó su lugar en el elenco. Naomi fue el miembro principal del reparto que intentó unir a todos contra Cooke, lo que llevó a este último a convertirse en un paria durante la mayor parte de su estadía en Las Vegas. Finalmente, Cooke había puesto su mirada en el compañero de cama intermitente de Naomi, Leroy Garrett, lo que llevó a una discusión en la que Naomi se enfrentó a Cooke.[23][24]
  - Cara Maria & Cooke[n. 2] : Cara Maria reemplaza a Naomi en el episodio 2. Aunque nunca han aparecido juntos en una temporada, Cooke mencionó que Cara Maria tuiteó cosas "no tan agradables" a Cooke.
- Emily & Paula : Las dos se enfrentaron en la eliminación física "Pole Me Over" físico en Asesinos, donde Emily abrumó y derrotó a Paula, y le impidió llegar a la final que luego sería ganada por el Equipo Rojo de Paula.[25] Sin embargo, la tensión real entre los dos comenzó en Batalla de los Exes, cuando Emily le guardaba rencor a Paula por enviarla al Dome contra Leroy Garrett y Naomi Defensor. Tras la revelación de que irían al Domo, Emily afirmó que Paula solo la estaba enviando porque tenía miedo. A eso, Paula bromeó en un confesionario: "Tiene razón. Sí señora, ¿la ha visto?"[26] Emily también se sintió descontenta con el coqueteo de Paula con Ty, que Emily sintió que estaba interfiriendo con su relación con Ty. Más tarde, Emily y Camila se burlaron de Paula y Ty con una broma práctica involuntariamente racista, en la que Emily apareció con la cara negra untando Nutella en la cara, y Camila se burló de Paula.[27] Finalmente, se enfrentaron en la eliminación física del "Hall Pass", con sus socios Dunbar Merrill y Ty Ruff, donde Emily y Ty dominaron sus respectivas eliminatorias.[28]
- Jasmine & Theresa : Las dos se metieron en una discusión explosiva durante Rivales, después de que sus respectivas parejas, Jonna Mannion y Camila Nakagawa, discutieran. Camila estaba ofendida por Jonna hablando mal de ella, y Jonna estaba ofendida por el hecho de que no sabía la diferencia entre ella y Jasmine. Tanto Jasmine como Theresa salieron en defensa de sus socios y finalmente se enfrentaron mutuamente. Sarah Rice tuvo que sacar a Jasmine de la habitación y Sarah le dijo que no quería salir como Adam [Royer]. Jasmine había gritado que "iba a joder [a Theresa]", antes de golpear un espejo cercano y romperlo. Irónicamente, a la mañana siguiente, Jasmine le comentó a Jonna que si alguna vez hacían un Rivales II, sabía quién sería su pareja (Theresa).[29]
- Jonna & Nany : Durante la reunión de Batalla de las Temporadas, Nany cuestionó a Zach por su comportamiento hostil durante la temporada, incluida la asistencia a Knight para tirar la ropa de Nany a la piscina, así como los tuits de Zach después de la temporada. Zach dijo que ocurrieron en represalia en parte porque sintió que Nany intimidaba a las personas, incluida la entonces novia de Zach, Jonna, durante el Reto. Jonna luego dijo que sentía que Nany no fue muy amable con ella durante el Reto.[30] Ambos se habían unido antes de la temporada, pero debido a la actitud de Nany en el programa, Jonna no defendió a Nany cuando fue abordada por Zach y otros ya que Jonna estaba en una relación con Zach, dañando su vínculo.[31] Además, Nany sintió que no podía confiar en la alianza con el equipo de Jonna durante el transcurso de la temporada y la abandonó. Después de que Jasmine se ofreció como voluntaria para ir a "Pelea de Pasillo" en lugar de Jonna, a quien Christian "CJ" Koegel inicialmente quería que fuera su compañero, Nany expresó lo que sentía por Jonna. Nany les dijo a Sarah y Trishelle que Jonna simplemente estaba "durmiendo hasta llegar a la cima (en referencia a su relación/alianza con Zach)", en lugar de dar un paso al frente y ganarse un lugar en la competencia.[32]
- Sarah & Trishelle : La tensión entre los dos comenzó en Batalla de las Temporadas, cuando Trishelle sospechó de las intenciones de Sarah cuando Sarah estaba coqueteando con el compañero de equipo de Trishelle, Alton Williams. Después de que el equipo de Las Vegas ganó una misión, estaban considerando poner al equipo de Brooklyn en la Arena. Trishelle tuvo una conversación con el compañero de equipo de Sarah, Devyn Simone, y le dijo que Sarah es la única razón por la que su equipo deseaba enviar a Brooklyn a la Arena. Esto luego conduciría a una confrontación entre Sarah y Trishelle, en la que Trishelle le dijo a Sarah que antes de regresar a los Desafíos, varios miembros del elenco le informaron lo manipuladora que puede ser Sarah y ella dijo que no podía confiar en Sarah en absoluto.[33]

## Desafíos

### Desafíos diarios
- Juego de pulgadas: Al igual que "Catch and Release" de Rivales, un compañero se para en una plataforma suspendida a 9 metros sobre el agua, mientras que el otro cuelga sobre el agua. Cuando TJ Lavin hace sonar la bocina, el jugador en la plataforma debe correr y saltar a los brazos del compañero que cuelga, y sujetarlos durante 15 segundos. Los que caen quedan descalificados. Esto se realiza en series, y en cada serie sucesiva, la plataforma retrocede un pie. Los últimos equipos masculinos y femeninos que quedan ganan el desafío, mientras que el primer equipo masculino que tiene un compañero caer al agua va directamente a la jungla.[3]
  - Ganadores: Trey & Zach y Emily & Paula
- Ron X: Este juego se juega en una pista de obstáculos a lo largo de la playa, con dos secciones. En la primera sección, cada equipo debe cortar un tronco, con la sierra colocada entre las piernas de cada compañero, y usar un movimiento de "empuje" para cortar el tronco. El primer equipo en cortar su registro designado obtendrá una ventaja de cinco segundos para la siguiente sección, mientras que cada equipo sucesivo obtendrá una ventaja de un segundo. La segunda sección es "Ball Gag", en la que los compañeros están unidos a sus torsos, y con un jugador boca abajo, cada equipo debe avanzar a través de una pila de neumáticos y debajo de un tronco, luego un jugador tiene que recuperar una bola roja encaramada encima un palo de madera con sus bocas, luego deje caer la pelota en la arena y haga que su compañero deposite la pelota en una trampilla.[24]
  - Ganadores: Emily & Paula and Trey & Zach
  - Descalificados: Knight & Preston y CT & Wes
- Mente sobre salpicaduras: Cada equipo tiene que subir a una escalera de cuerda a una plataforma que está suspendida a 9 metros sobre el agua, luego avanzar sobre un par de cuerdas de 30 metrso  sobre el agua hasta una cubierta y tocar una campana. Si un jugador cae al agua, ese jugador puede nadar de regreso a la línea de salida, sin embargo, un equipo es descalificado si no completa el desafío dentro de un límite de tiempo de 10 minutos. Los equipos que llegan a la baraja y hacen sonar la campana en el tiempo más rápido ganan, mientras que el equipo masculino en último lugar va directamente a la jungla.[34]
  - Ganadores: Frank & Johnny y Emily & Paula
  - Descalificados: Knight & Preston
- Desconcertado: Cada equipo tiene que avanzar a través de un laberinto en la arena que consta de numerosas cañas de bambú, con cada compañero atado por las muñecas a una caña de bambú de 7,6 metros. Un equipo es descalificado si no llega al otro lado del campo dentro de un límite de tiempo de 20 minutos. Los equipos que lleguen al final de la carrera de obstáculos en el tiempo más rápido ganan, mientras que el equipo femenino en último lugar va directamente a la jungla.[35]
  - Ganadores: Emily & Paula y Jordan & Marlon
  - Descalificados: Jasmine & Theresa y Knight & Preston
- Aplastar rana: Cada equipo tiene que avanzar desde un extremo de una viga estrecha de 18 metros al otro que está suspendido a 9 metros sobre el agua. Se adjuntan ocho columpios desde una plataforma cercana con los equipos oponentes sentados en ellos, donde intentan tirar a cada compañero de la viga y arrojarlo al agua. Si uno de los compañeros cae al agua, el otro todavía puede avanzar al otro lado de la viga. Los compañeros de equipo que avanzan sobre la viga deben mantenerse a dos oscilaciones entre sí para evitar una penalización. El equipo cuyos compañeros avancen hasta el final de la viga en el tiempo más rápido gana, mientras que el equipo masculino en último lugar va directamente a la jungla.[36]
  - Ganadores: CT & Wes y Jasmine & Theresa
- Amienemigos: un compañero está colgado de una plataforma suspendida a 9 metros sobre el agua, a quien ya se le habían hecho en privado una serie de preguntas sobre su compañero antes del inicio del desafío. TJ Lavin luego les hace a los otros socios la misma serie de preguntas. Si las respuestas no coinciden, se accede a la pareja un strike contra ellos, el compañero de equipo que cuelga de la plataforma se deja caer al agua en el segundo strike. Para las mujeres, el equipo cuyo compañero es el primero en golpear el agua se envía automáticamente a la jungla. El último jugador colgado gana el desafío para su equipo, y el último equipo femenino en pie gana la inmunidad de la jungla.[37]
  - Ganadores: Emily & Paula y Leroy & Ty
- Ciegos guiando a ciegos: Cada equipo tiene que avanzar a través de un laberinto que consta de postes de bambú, con cada compañero con las muñecas atadas, con los ojos vendados y con collares de perro de choque eléctrico. Cada miembro del equipo tiene que soportar descargas eléctricas a lo largo del laberinto, y un equipo es descalificado si no llega al final del laberinto dentro de un límite de tiempo de 30 minutos. El equipo que llegue al final del laberinto en el tiempo más rápido gana, con el equipo masculino más rápido ganando inmunidad de la Jungla y el equipo masculino en último lugar enviado automáticamente a la Jungla.[38]
  - Ganadores: Frank & Johnny y Aneesa & Diem
  - Descalificados: Jonna & Nany
- Swingers: Cada equipo tiene que columpiarse desde un trapecio suspendido a 12 metros sobre el agua hacia una barra de captura, caer al agua, luego cada compañero tiene que nadar hacia y alrededor de una boya a mitad de camino, y de regreso hacia otra boya en la línea de meta. El equipo que llega a la línea de meta en el tiempo más rápido gana, con el equipo femenino más rápido ganando la inmunidad de la jungla y el equipo femenino en último lugar enviado automáticamente a la jungla.[39]
  - Ganadores: Camila & Jemmye y CT & Wes
  - Descalificados: Jordan & Marlon  y Knight & Preston
- Alboroto: Cuatro rampas están unidas perpendicularmente sobre un estanque. Cada compañero tiene que agarrar una pelota, correr por una rampa y depositar una pelota en una canasta al final de la rampa opuesta frente a su rampa designada. Dos equipos compiten a la vez, con un total de 20 balones. El equipo que deposite la mayor cantidad de pelotas en su canasta designada dentro de un límite de tiempo de tres minutos gana, con el equipo masculino más rápido ganando inmunidad de la Jungla y un lugar garantizado para los muchachos en el desafío final, mientras que el equipo masculino en último lugar se envía automáticamente a la jungla.[40]
  - Ganadores: CT & Wes y Emily & Paula
- Corrección de color: Los equipos deben correr por un sendero a lo largo de la playa y memorizar una secuencia de colores (rojo, amarillo, verde y azul) de un panel de luz parpadeante que se encuentra a una milla de la línea de salida. Los compañeros están encadenados entre sí y, después de memorizar la secuencia de colores, cada equipo corre de regreso a la línea de salida y apila placas circulares en un poste que son de diferentes colores. Cada equipo tiene que apilar placas de colores en el orden en que destellaron en el panel de luz. El desafío se juega en dos rondas, y los dos equipos que apilan correctamente sus platos en el tiempo más rápido avanzan a la ronda del ganador, mientras que los dos equipos más lentos quedan eliminados, y el equipo más lento se envía automáticamente a la jungla. En la ronda de ganadores, el equipo que gane la segunda ronda gana la inmunidad de la jungla y un lugar para chicas garantizado en el desafío final.[41]
  - Ganadores: Cara Maria & Cooke[n. 4]

### Juegos de la Jungla
- Última oportunidad: al igual que Pelea de pasillo de Batalla de las Temporadas, los jugadores deben correr por un pasillo estrecho y pasar junto a otro concursante para tocar una campana. Ambos equipos tienen un jugador ofensivo y un jugador defensivo. El jugador ofensivo que supera a los defensores y toca el timbre primero en dos de las tres eliminatorias, gana la eliminación.[3][38]
  - Jugado por: Derek & Robb vs. Dunbar & Tyrie y Leroy & Ty vs. Jordan & Marlon
- Colgando de un hilo: Ambos equipos están suspendidos boca abajo de un columpio y deben usar pequeñas sierras para cortar una cuerda que está conectada al columpio del equipo contrario. El primer equipo en cortar la cuerda y sumergir a sus oponentes en el agua gana la eliminación.[24][42]
  - Juagdo por: Cara Maria & Cooke vs. Anastasia & Jessica y Aneesa & Diem vs. Camila & Jemmye
- Pargo: Jugado dentro de un círculo grande, un jugador de cada equipo tiene que golpear y romper un palo de madera a su oponente, con los ojos vendados. Los jugadores con los ojos vendados llevan cascabeles en sus zapatos y son guiados por sus compañeros, que están fuera del círculo. El equipo que rompa un palo sobre su oponente en dos de tres eliminatorias gana la eliminación.[39]
  - Jugado por: Knight & Preston vs. Derek & Robb y Cara Maria & Cooke vs. Jonna & Nany
- Quien puede tomarlo?: Un jugador de cada equipo está atado a una camilla de metal. TJ Lavin luego libera 400.000 megavatios a la camilla. El jugador que dice que no puede tomarlo, pierde su ronda. El equipo que gana dos rondas de tres gana.[n. 5][35]
- Rompiendo a través: Dos torres de 3 pisos se colocan en el centro de la jungla, una para cada equipo. Cada equipo tiene que abrir trampillas y "atravesar" cada piso de abajo con herramientas de metal. Una vez que un equipo ha llegado al nivel del suelo, cada equipo tiene que "atravesar" una puerta de acero y tocar una campana al otro lado de la puerta. Cada compañero tiene que alternar atravesar cada piso para evitar la descalificación. El primer equipo en atravesar adecuadamente cada piso y tocar una campana gana.[36][40]
  - Jugado por: Leroy & Ty vs. Trey & Zach y Jordan & Marlon vs. Knight & Preston
- Captura-22: Ambos miembros del equipo corren en una cinta de correr uno frente al otro, detrás de un pozo de barro. Luego lanzan veintidós pelotas por encima de una red y a su compañero, que las mete en una canasta. Las cintas de correr se mueven más rápido a medida que avanza la ronda de eliminación, y un equipo pierde una ronda si un compañero se cae de la cinta de correr. El equipo con más balones en su canasta dos de cada tres veces gana la eliminación.[37]
  - Jugado por: Camila & Jemmye vs. Jasmine & Theresa

### Desafío Final
La primera parte del desafío final comienza con los seis equipos restantes nadando un kilómetro en medio del océano hasta "Isla de ensueño", donde cada equipo tiene que resolver tres rompecabezas geométricos: un cuadrado, un cubo y una cruz. Antes del inicio del desafío final, TJ Lavin explica a cada equipo que solo hay espacio para cuatro equipos, dos de cada género, en el superyate. Para llegar al yate, cada equipo tendrá un límite de tiempo de 60 minutos para construir réplicas de las formas antes mencionadas con bloques de gran tamaño que coincidan con los diagramas designados por cada equipo, recuperar una llave de un kayak y remar hasta el yate. Si un equipo no resuelve su rompecabezas designado dentro de un límite de 60 minutos, se le permite recuperar una llave de un kayak, siempre que los otros equipos que compiten no resuelvan correctamente sus rompecabezas de antemano. Los que terminen en tercer lugar de cada género son eliminados del resto del desafío final y ganan $ 15,000, mientras que los dos mejores equipos de cada género avanzan a la siguiente fase del desafío final.
La segunda parte del desafío final comienza con los cuatro equipos restantes que llegaron al súper yate nadando hacia la "Isla Pesadilla", donde cada equipo tiene que recuperar un elefante dorado ganando un ídolo en cinco puntos de control separados. En el primer punto de control, cada equipo debe quitar 14 de 15 picos (con cabezas de muñeco vudú) en un tablero de clavijas triangular grande, saltando sobre cada púa solo una vez. Después de que un equipo completa un punto de control, ese equipo debe señalar la finalización de su punto de control tirando del pasador de una granada de humo y dejándolo caer en un balde. El segundo punto de control es "Lo que es mío es tuyo", en el que cada equipo debe atravesar una valla de tela metálica con un par de diques y luego resolver un acertijo matemático que involucra un Teorema de Pitágoras para determinar la hipotenusa de un triángulo. Luego, cada equipo tiene que cortar una de las cinco cuerdas de colores que corresponda a una respuesta correcta. Si un equipo da una respuesta incorrecta, las cinco cuerdas deben cortarse antes de que se les permita continuar al siguiente punto de control. En el tercer punto de control "Prueba de alimentos", cada equipo debe comer y beber una variedad de alimentos y líquidos repugnantes de receptáculos numerados y en orden numérico. Hay una llave en la parte inferior del frasco final, que abrirá un gabinete que contiene un ídolo. En el cuarto punto de control, "Problemas corporales", cada equipo debe mover 20 bolsas para cadáveres de un lado a otro de un campo. Después de retirar cada bolsa para cadáveres, un letrero en la parte inferior de la pila indica a cada equipo que excave en el suelo y recupere un cofre del tesoro que contiene el cuarto ídolo. En el quinto y último punto de control, "Visión de Túnel", cada equipo debe cavar un túnel que conduce debajo de una jaula que consta de palos de bambú, con el ídolo final ubicado dentro de la jaula. El primer equipo de cada género en recuperar los cinco ídolos y el elefante dorado, se dirige hacia la playa, donde usa una canoa para llegar a un yate, gana $ 125,000.
- Los ganadores de The Challenge: Rivales II: CT & Wes y Emily & Paula
  - Segundo Lugar: Frank & Johnny y Cara Maria & Cooke
  - Tercer Lugar: Jordan & Marlon y Camila & Jemmye

## Resumen del Juego

### Tabla de eliminación
| 1     | Juego de pulgadas        | Masculino |     | Emily & Paula     |               | Trey & Zach        |                                                 | Dunbar & Tyrie                                  |                                                 | Derek & Robb                                    | Última Oportunidad                              |                                                 | Derek & Robb                                    |                                                 | Dunbar & Tyrie                                  |                                                 |                                                 |                                                 |                                                 |
| 2     | Ron X                    | Femenino  |     | Trey & Zach       |               | Emily & Paula      |                                                 | Anastasia & Jessica                             |                                                 | Cara Maria & Cooke                              | Colgando de un hilo                             |                                                 | Cara Maria & Cooke                              |                                                 | Anastasia & Jessica                             |                                                 |                                                 |                                                 |                                                 |
| 3     | Mente sobre salpicaduras | Masculino |     | Emily & Paula     |               | Frank & Johnny     |                                                 | Knight & Preston                                |                                                 | Derek & Robb                                    | Pargo                                           |                                                 | Knight & Preston                                |                                                 | Derek & Robb                                    |                                                 |                                                 |                                                 |                                                 |
| 4     | Desconcertado            | Femenino  |     | Jordan & Marlon   |               | Emily & Paula      |                                                 | Jasmine & Theresa                               |                                                 | Cara Maria & Cooke                              | Quien puede tomarlo?                            | N/A                                             | N/A                                             | N/A                                             | N/A                                             |                                                 |                                                 |                                                 |                                                 |
| 5     | Aplastar rana            | Masculino |     | Jasmine & Theresa |               | CT & Wes           |                                                 | Trey & Zach                                     |                                                 | Leroy & Ty                                      | Rompiendo a través                              |                                                 | Leroy & Ty                                      |                                                 | Trey & Zach                                     |                                                 |                                                 |                                                 |                                                 |
| 6     | Amienemigos              | Femenino  |     | Leroy & Ty        |               | Emily & Paula      |                                                 | Camila & Jemmye                                 |                                                 | Jasmine & Theresa                               | Captura-22                                      |                                                 | Camila & Jemmye                                 |                                                 | Jasmine & Theresa                               |                                                 |                                                 |                                                 |                                                 |
| 7     | Ciegos guiando a ciegos  | Masculino |     | Aneesa & Diem     |               | Frank & Johnny     |                                                 | Leroy & Ty                                      |                                                 | Jordan & Marlon                                 | Última Oportunidad                              |                                                 | Jordan & Marlon                                 |                                                 | Leroy & Ty                                      |                                                 |                                                 |                                                 |                                                 |
| 8     | Swingers                 | Femenino  |     | CT & Wes          |               | Camila & Jemmye    |                                                 | Cara Maria & Cooke                              |                                                 | Jonna & Nany                                    | Pargo                                           |                                                 | Cara Maria & Cooke                              |                                                 | Jonna & Nany                                    |                                                 |                                                 |                                                 |                                                 |
| 9     | Alboroto                 | Masculino |     | Emily & Paula     |               | CT & Wes           |                                                 | Knight & Preston                                |                                                 | Jordan & Marlon                                 | Rompiendo a través                              |                                                 | Jordan & Marlon                                 |                                                 | Knight & Preston                                |                                                 |                                                 |                                                 |                                                 |
| 10/11 | Corrección de color      | Femenino  | N/A | N/A               |               | Cara Maria & Cooke |                                                 | Aneesa & Diem                                   |                                                 | Camila & Jemmye                                 | Colgando de un hilo                             |                                                 | Camila & Jemmye                                 |                                                 | Aneesa & Diem                                   |                                                 |                                                 |                                                 |                                                 |
| 11/12 | Isla de Ensueño          | N/A       | N/A | N/A               | N/A           | N/A                | Tercer lugar: Jordan & Marlon y Camila & Jemmye | Tercer lugar: Jordan & Marlon y Camila & Jemmye | Tercer lugar: Jordan & Marlon y Camila & Jemmye | Tercer lugar: Jordan & Marlon y Camila & Jemmye | Tercer lugar: Jordan & Marlon y Camila & Jemmye | Tercer lugar: Jordan & Marlon y Camila & Jemmye | Tercer lugar: Jordan & Marlon y Camila & Jemmye | Tercer lugar: Jordan & Marlon y Camila & Jemmye | Tercer lugar: Jordan & Marlon y Camila & Jemmye | Tercer lugar: Jordan & Marlon y Camila & Jemmye | Tercer lugar: Jordan & Marlon y Camila & Jemmye | Tercer lugar: Jordan & Marlon y Camila & Jemmye | Tercer lugar: Jordan & Marlon y Camila & Jemmye |
| 11/12 | Isla Pesadilla           | N/A       |     | CT & Wes          | CT & Wes      | CT & Wes           | Segundo Lugar: Frank & Johnny                   | Segundo Lugar: Frank & Johnny                   | Segundo Lugar: Frank & Johnny                   | Segundo Lugar: Frank & Johnny                   | Segundo Lugar: Frank & Johnny                   | Segundo Lugar: Frank & Johnny                   | Segundo Lugar: Frank & Johnny                   | Segundo Lugar: Frank & Johnny                   | Segundo Lugar: Frank & Johnny                   | Segundo Lugar: Frank & Johnny                   | Segundo Lugar: Frank & Johnny                   | Segundo Lugar: Frank & Johnny                   | Segundo Lugar: Frank & Johnny                   |
| 11/12 | Isla Pesadilla           | N/A       |     | Emily & Paula     | Emily & Paula | Emily & Paula      | Segundo Lugar: Cara Maria & Cooke               | Segundo Lugar: Cara Maria & Cooke               | Segundo Lugar: Cara Maria & Cooke               | Segundo Lugar: Cara Maria & Cooke               | Segundo Lugar: Cara Maria & Cooke               | Segundo Lugar: Cara Maria & Cooke               | Segundo Lugar: Cara Maria & Cooke               | Segundo Lugar: Cara Maria & Cooke               | Segundo Lugar: Cara Maria & Cooke               | Segundo Lugar: Cara Maria & Cooke               | Segundo Lugar: Cara Maria & Cooke               | Segundo Lugar: Cara Maria & Cooke               | Segundo Lugar: Cara Maria & Cooke               |

### Progreso del juego
|  | Emily & Paula       | GANAN   | GANAN   | GANAN   | GANAN   | SEGURAS | GANAN   | SEGURAS | SEGURAS | GANAN   | SEGURAS | GANADORAS |
|  | CT & Wes            | SEGUROS | SEGUROS | SEGUROS | SEGUROS | GANAN   | SEGUROS | SEGUROS | GANAN   | GANAN   | N/A     | GANADORES |
|  | Cooke & Cara Maria  | N/A     | JUNGLA  | SEGURAS | JUNGLA  | SEGURAS | SEGURAS | SEGURAS | JUNGLA  | SEGURAS | GANAN   | SEGUNDAS  |
|  | Frank & Johnny      | SEGUROS | SEGUROS | GANAN   | SEGUROS | SEGUROS | SEGUROS | GANAN   | SEGUROS | SEGUROS | N/A     | SEGUNDOS  |
|  | Camila & Jemmye     | SEGURAS | SEGURAS | SEGURAS | SEGURAS | SEGURAS | JUNGLA  | SEGURAS | GANAN   | SEGURAS | JUNGLA  | TERCERAS  |
|  | Jordan & Marlon     | SEGUROS | SEGUROS | SEGUROS | GANAN   | SEGUROS | SEGUROS | JUNGLA  | SEGUROS | JUNGLA  | N/A     | TERCEROS  |
|  | Aneesa & Diem       | SEGURAS | SEGURAS | SEGURAS | SEGURAS | SEGURAS | SEGURAS | GANAN   | SEGURAS | SEGURAS | ELIM    |           |
|  | Knight & Preston    | SEGUROS | SEGUROS | JUNGLA  | SEGUROS | SEGUROS | SEGUROS | SEGUROS | SEGUROS | ELIM    |         |           |
|  | Jonna & Nany        | SEGURAS | SEGURAS | SEGURAS | SEGURAS | SEGURAS | SEGURAS | SEGURAS | ELIM    |         |         |           |
|  | Leroy & Ty          | SEGUROS | SEGUROS | SEGUROS | SEGUROS | JUNGLA  | GANAN   | ELIM    |         |         |         |           |
|  | Jasmine & Theresa   | SEGURAS | SEGURAS | SEGURAS | JUNGLA  | GANAN   | ELIM    |         |         |         |         |           |
|  | Trey & Zach         | GANAN   | GANAN   | SEGUROS | SEGUROS | ELIM    |         |         |         |         |         |           |
|  | Derek & Robb        | JUNGLA  | SEGUROS | ELIM    |         |         |         |         |         |         |         |           |
|  | Sarah & Trishelle   | SEGURAS | SEGURAS | ABAN    |         |         |         |         |         |         |         |           |
|  | Anastasia & Jessica | SEGURAS | ELIM    |         |         |         |         |         |         |         |         |           |
|  | Dunbar & Tyrie      | ELIM    |         |         |         |         |         |         |         |         |         |           |
|  | Cooke & Naomi       | ABAN    |         |         |         |         |         |         |         |         |         |           |

Leyenda
     El equipo ganó la competencia.
     El equipo terminó segundo en el desafío final.
     El equipo terminó en tercer lugar, luego de ser eliminado en el Día 1 del desafío final.
     El equipo ganó el desafío y estaba a salvo de la jungla.
     El equipo ganó el desafío y $ 1,000.
     El equipo no fue seleccionado para Jungle.
     El equipo fue seleccionado para la Jungla, pero no tuvo que competir.
     El equipo ganó en la jungla.
     El equipo perdió en la jungla y fue eliminado.
     El equipo fue descalificado en la Jungla y eliminado.
     Un concursante se retiró de la competencia, pero un compañero más tarde recibió un compañero de equipo de reemplazo.
     Un concursante se retiró de la competencia y su pareja también fue eliminada.

### Progreso de votación
| Votado en la Jungla | Derek & Robb 5/8 votos | Cara Maria & Cooke 4/7 votos | Derek & Robb 3/6 votos | Cara Maria & Cooke 5/6 votos | Leroy & Ty 3/6 votos | Jasmine & Theresa 2/5 votos | Jordan & Marlon 4/5 votos | Jonna & Nany 3/4 votos | Jordan & Marlon 3/4 votos | Camila & Jemmye 2/3 votos |           |           |           |           |           |           |
| Equipos             | Episodios              | Episodios                    | Episodios              | Episodios                    | Episodios            | Episodios                   | Episodios                 | Episodios              | Episodios                 | Episodios                 | Episodios | Episodios | Episodios | Episodios | Episodios | Episodios |
| Equipos             | 1                      | 2                            | 3                      | 4                            | 5                    | 6                           | 7                         | 8                      | 9                         | 10/11                     |           |           |           |           |           |           |
| Emily & Paula       | Derek & Robb           |                              | Derek & Robb           |                              | Knight & Preston     |                             | Jordan & Marlon           |                        | Jordan & Marlon           |                           |           |           |           |           |           |           |
| CT & Wes            |                        | Sarah & Trishelle            |                        | Cara Maria & Cooke           |                      | Jasmine & Theresa           |                           | Jonna & Nany           |                           | Emily & Paula             |           |           |           |           |           |           |
| Cara Maria & Cooke  |                        |                              | Jordan & Marlon        |                              | Frank & Johnny       |                             | Jordan & Marlon           |                        | Frank & Johnny            |                           |           |           |           |           |           |           |
| Frank & Johnny      |                        | Cara Maria & Cooke           |                        | Cara Maria & Cooke           |                      | Cara Maria & Cooke          |                           | Jonna & Nany           |                           | Camila & Jemmye           |           |           |           |           |           |           |
| Camila & Jemmye     | Derek & Robb           |                              | Derek & Robb           |                              | Jordan & Marlon      |                             | Jordan & Marlon           |                        | Jordan & Marlon           |                           |           |           |           |           |           |           |
| Jordan & Marlon     |                        | Cara Maria & Cooke           |                        | Cara Maria & Cooke           |                      | Jasmine & Theresa           |                           | Emily & Paula          |                           | Camila & Jemmye           |           |           |           |           |           |           |
| Aneesa & Diem       | Derek & Robb           |                              | Derek & Robb           |                              | Leroy & Ty           |                             | Jordan & Marlon           |                        | Jordan & Marlon           |                           |           |           |           |           |           |           |
| Knight & Preston    |                        | Cara Maria & Cooke           |                        | Cara Maria & Cooke           |                      | Jonna & Nany                |                           | Jonna & Nany           |                           |                           |           |           |           |           |           |           |
| Jonna & Nany        | Knight & Preston       |                              | Jordan & Marlon        |                              | Leroy & Ty           |                             | Knight & Preston          |                        |                           |                           |           |           |           |           |           |           |
| Leroy & Ty          |                        | Jasmine & Theresa            |                        | Jonna & Nany                 |                      | Aneesa & Diem               |                           |                        |                           |                           |           |           |           |           |           |           |
| Jasmine & Theresa   | Jordan & Marlon        |                              | Leroy & Ty             |                              | Leroy & Ty           |                             |                           |                        |                           |                           |           |           |           |           |           |           |
| Trey & Zach         |                        | Cara Maria & Cooke           |                        | Cara Maria & Cooke           |                      |                             |                           |                        |                           |                           |           |           |           |           |           |           |
| Derek & Robb        |                        | Sarah & Trishelle            |                        |                              |                      |                             |                           |                        |                           |                           |           |           |           |           |           |           |
| Sarah & Trishelle   | Derek & Robb           |                              |                        |                              |                      |                             |                           |                        |                           |                           |           |           |           |           |           |           |
| Anastasia & Jessica | Derek & Robb           |                              |                        |                              |                      |                             |                           |                        |                           |                           |           |           |           |           |           |           |
| Dunbar & Tyrie      |                        |                              |                        |                              |                      |                             |                           |                        |                           |                           |           |           |           |           |           |           |
| Cooke & Naomi       | Jordan & Marlon        |                              |                        |                              |                      |                             |                           |                        |                           |                           |           |           |           |           |           |           |

## Episodios
| N.º (total) | N.º (temp.) | Título                                           | Estreno Original         | Audiencia en Estados Unidos (en millones) |
| ----------- | ----------- | ------------------------------------------------ | ------------------------ | ----------------------------------------- |
| 294         | 1           | «Retumba en la Jungla»                           | 10 de julio de 2013      | 1.57                                      |
| 295         | 2           | «Nueva chica»                                    | 17 de julio de 2013      | 1.40                                      |
| 296         | 3           | «El caballero oscuro se levanta»                 | 24 de julio de 2013      | 1.61                                      |
| 297         | 4           | «Mortuusequusphobia»                             | 31 de julio de 2013      | 1.78                                      |
| 298         | 5           | «"¡¿Qué es el Phuket ?!»                         | 7 de agosto de 2013      | 1.48                                      |
| 299         | 6           | «La venganza es un plato que es mejor no servir» | 14 de agosto de 2013     | 1.34                                      |
| 300         | 7           | «Cruzando a Jordan»                              | 21 de agosto de 2013     | 1.34                                      |
| 301         | 8           | «Thrilla en Camila»                              | 28 de agosto de 2013     | 1.36                                      |
| 302         | 9           | «Dimnesia»                                       | 4 de septiembre de 2013  | 1.54                                      |
| 303         | 10          | «Colores verdaderos»                             | 11 de septiembre de 2013 | 1.34                                      |
| 304         | 11          | «Destino final»                                  | 18 de septiembre de 2013 | 1.27                                      |
| 305         | 12          | «La isla de los jugadores inadaptados»           | 25 de septiembre de 2013 | 1.61                                      |

### Reunión especial
La Reunión de The Challenge: Rivales II se transmitió en vivo después del final de temporada el 25 de septiembre de 2013 y fue presentado por Jonny Moseley. Los miembros del elenco que asistieron a la reunión fueron Wes, CT, Paula, Emily, Cara Maria, Diem, Aneesa, Frank, Johnny, Knight, Preston, Jemmye, Camila, Jordan y Marlon.